# Židovská obec v Kolíně

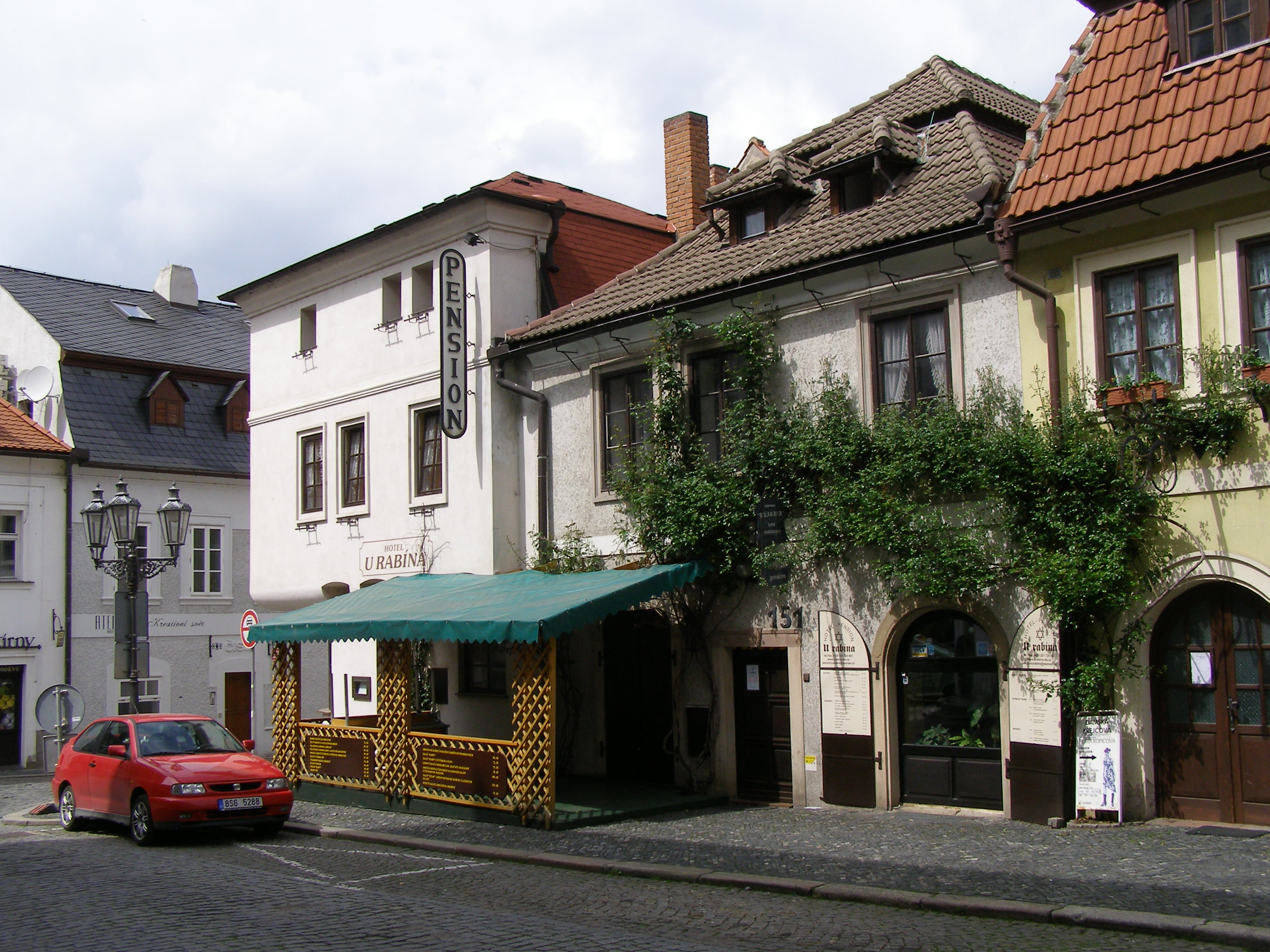
Židovské město v Kolíně

Židovská obec (kehillah) v Kolíně (německy dříve Kolin, také Köln an der Elbe), město v okrese Kolín, existovala již od 14. století. Dlouho patřila k největším a nejvýznamnějším židovským obcím v Čechách a od roku 1918 v Československu.

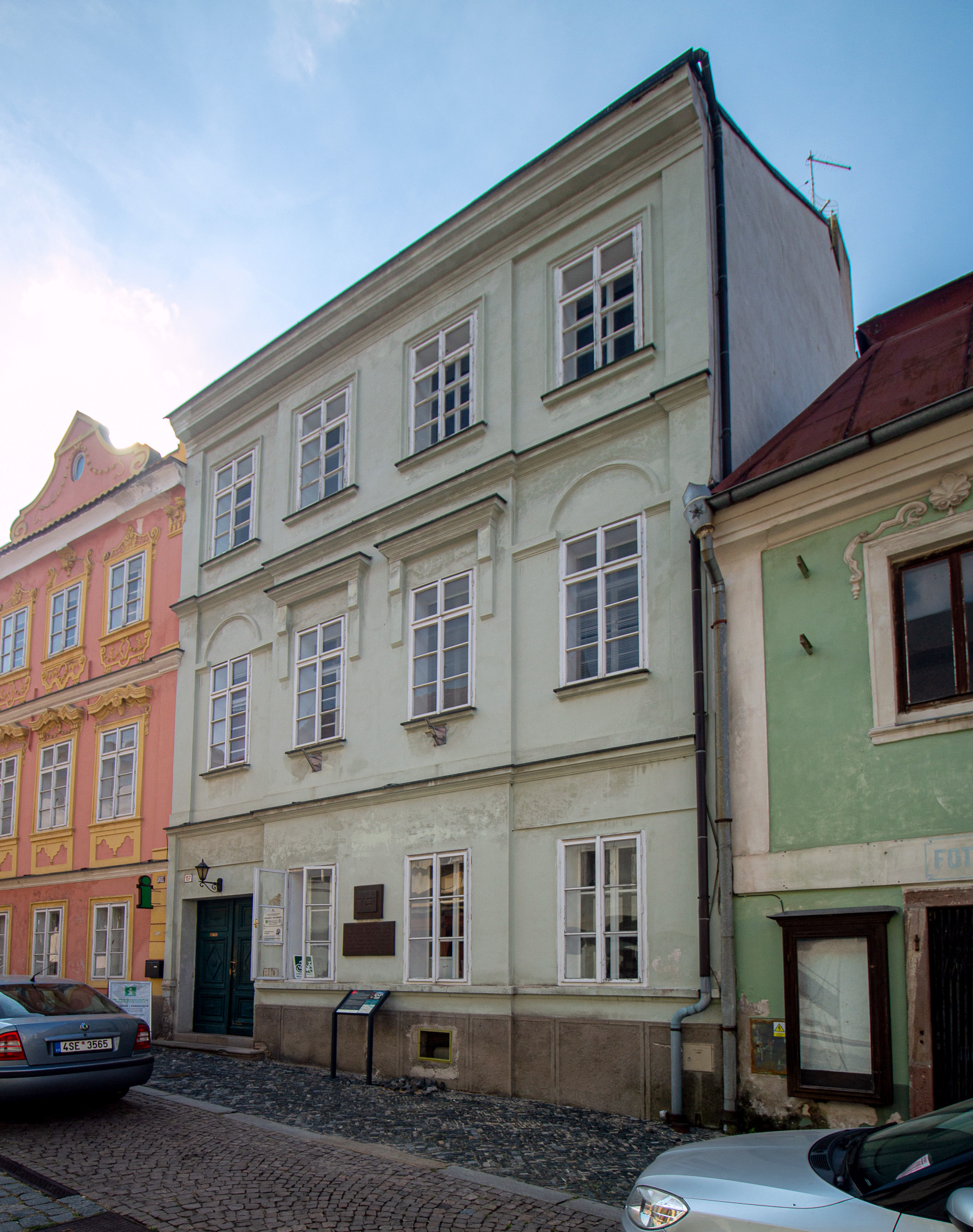
Někdejší židovská škola v Kolíně

## Historie Židů a židovské obce v Kolíně
Počátky židovské komunity v Kolíně, která je považována za jednu z nejstarších a nejdůležitějších židovských komunit v dějinách Čech, sahají do 14. století. Prameny se však poněkud liší s přesnějším datováním. Historik Josef Vávra zmiňuje, že po roce 1376 je v městských knihách uváděno několik Židů; kolínský rabín Richard Feder, který Vávrovu práci recipoval, tuto informaci nezpochybňuje. Zuzana Věchetová uvádí však ve své práci autory, poukazující na možné počátky židovského osídlení v Kolíně již v 1. polovině 14. století. Zmiňuje dále také zápisy do českých zemských desk (libri contractuum), podle kterých je v roce 1377 zapsáno vlastnictví některých židovských obyvatel (LC II). Dále je zaznamenán Codex epistolaris Johannis regis Bohemiae, v němž se nachází dopis z let 1339–1341 (resp. 1346), adresovaný mj. správě Kolína, týkající se daňových záležitostí kolínských Židů (tento pramen se na začátku 20. století ztratil).
Kromě podnikatelských aktivit v oblasti peněžních půjček a obchodování lze vcelku brzy pozorovat i počátky řemeslnictví. Zpočátku jen pro vlastní potřebu, ale stále častěji i jako konkurenci s nežidovskými řemeslníky. V Kolíně lze doložit zbrojíře Abrahama a další řemeslníky.
V roce 1541 se král Ferdinand I. Habsburský rozhodl „osvobodit“ česká města od Židů; Židé z Kolína poté prý v roce 1542 emigrovali do Polska pod vedením rabína Mojžíše Malostranského. Poté, co Ferdinandův nástupce Maxmilián II. Habsburský v roce 1564 umožnil opětovné osídlení Čech židovským obyvatelstvem, rostl jejich počet: 1574 žilo ve městě 33 židovských rodin a kolem roku 1620 byla kolínská komunita druhou největší v Čechách a v následujícím období patřila k nejdůležitějším v zemi. Od roku 1917 zde působil jako rabín Richard Feder, který tuto funkci zastával až do roku 1953 (s výjimkou let 1942–1945).

### Šoa
Po vzniku Protektorátu Čechy a Morava bylo židovské obyvatelstvo Kolína deportováno do koncentračních táborů ve třech hlavních transportech. Hlavní transporty vedly přes koncentrační tábor Terezín do vyhlazovacího tábora Auschwitz II (Auschwitz-Birkenau, česky Osvětim-Březinka). K prvnímu deportačnímu transportu do Terezína došlo 13. června 1942 (transport AAb se 744 osobami), k dalšímu 9. června 1942 (transport AAc se 724 osobami), k poslednímu 13. června 1942 (ransport AAd se 734 osobami), vcelku s 2232 osobami. Většina z nich byla zavražděna v táboře Osvětim-Březinka. Do tohoto počtu patří deportovaní Židé ze všech oblastí kolínského tzv. oberlandrátu, kde hrál Kolín ústřední roli pri realizaci pokynů protektorátních úřadů. Z těchto deportovaných přežilo pouze 140 osob. Ze samotného Kolína bylo deportováno 500 lidí, z nichž jen několik přežilo. Na novém židovském hřbitově v Kolíně byl v roce 1950 z iniciativy rabína Federa odhalen památník s osmi pamětními deskami, na kterých jsou vyryty jména 487 kolínských obětí holocaustu (jiný pramen uvádí 480 obětí a zveřejňuje jejich seznam). Rabín Richard Feder se v roce 1939 snažil zorganizovat masovou emigraci asi 500 kolínských Židů, jeho úsilí ale selhalo mimo jiné v důsledku neochoty zahraničních úřadů. Celkově se odhaduje, že asi 96 procent Židů deportovaných z Kolína a okolí během deportace zemřelo.

### Po roce 1945
Po válce byla v Kolíně znovu založena zprvu malá židovská komunita. K tomu velmi přispěl rabín Richard Feder, který jako jediný ze své rodiny přežil holocaust. Vrátil se do Kolína, aby oživil bývalou židovskou obec. Poté, co byl v roce 1953 odvolán z Kolína do Brna, židovská obec v 50. letech 20. století zanikla.
Po roce 2008 bylo v Kolíně položeno několik kamenů zmizelých (zvaných také stolpersteine), v některých případech se jednalo o školní iniciativu.

## Kolínští rabínové

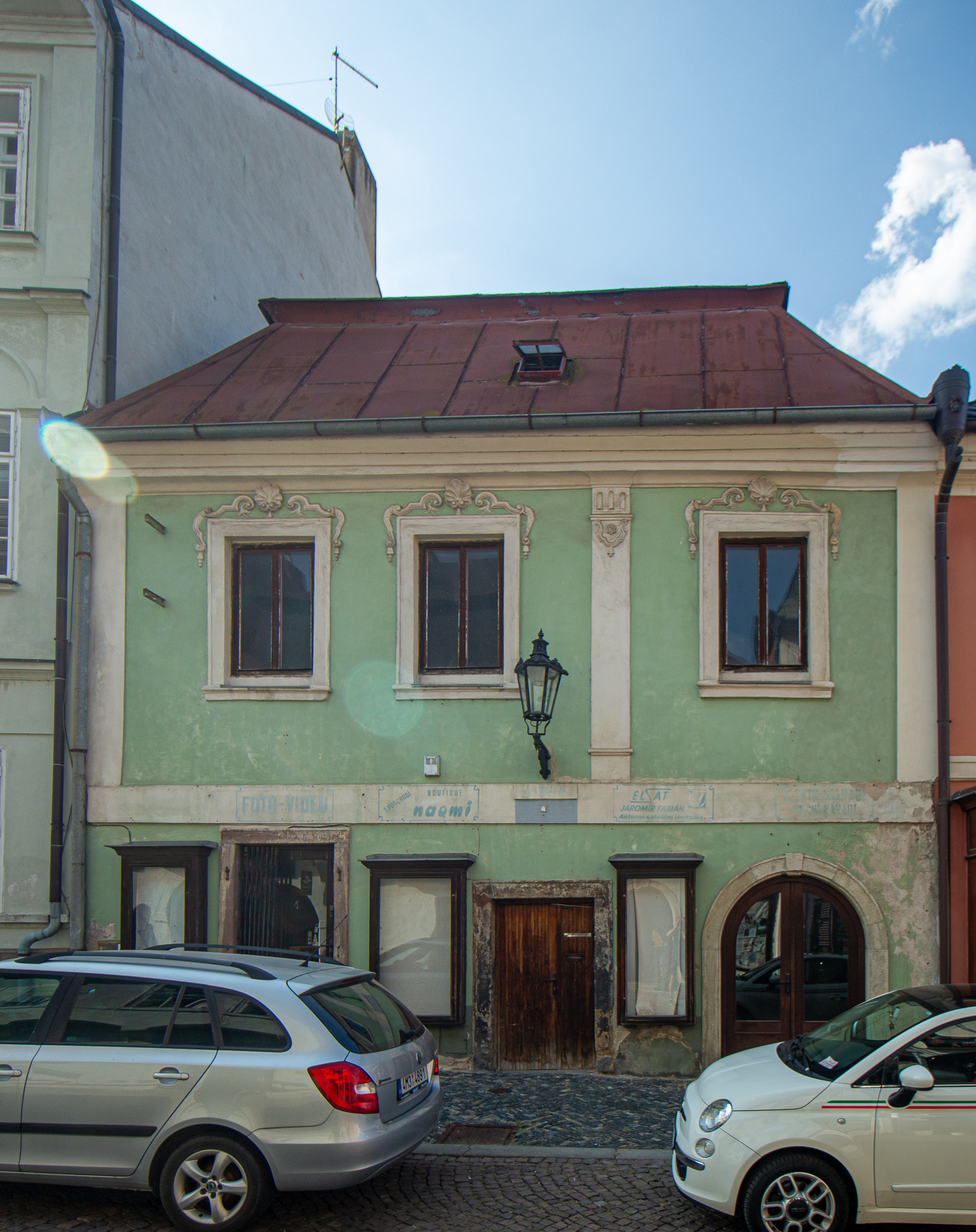
Rabínský dům v Kolíně

Jako prvním rabínem v Kolíně bývá označován rabín Majer (v pramenech také pod jménem Meir); jeho rabinát měl trvat od roku 1500 do 1513. Jeho nástupcem byl Samuel a v 1541 Mojžíš Malostranský. V Kolíně působili jako rabíni známí autoři a teologové jako Eleazar Kalir (1782–1802) nebo Benjamin Volf ha-Levi Boskovic (1802–1810). Od 17. století byl kolínský rabín také rabínem v Kouřimi.
Posledním rabínem v Kolíně byl Richard Feder, který zastával úřad v letech 1917 až 1953 (s přestávkou v letech 1942 až 1945, kdy byl vězněn v koncentračním táboře Terezín). Po osvobození se vrátil do Kolína a pokusil se oživit tehdy velmi malou židovskou komunitu, která se skládala z několika mála přeživších navrátilců.

## Vývoj židovské populace
Židovské obyvatelstvo v Kolíně se vyvíjelo takto:
| rok        | počet         | poznámka                                    |
| ---------- | ------------- | ------------------------------------------- |
| kolem 1390 | asi 15 rodin  |                                             |
| 1504       | 300 osob      |                                             |
| um 1575    | asi 35 rodin  |                                             |
| 1718       | 138 rodin     |                                             |
| 1793       | 215 rodin     | alternativní údaj: 251 rodin s 1169 osobami |
| 1854       | asi 1700 osob | asi 23 procent obyvatelstva                 |
| 1872       | 247 rodin     |                                             |
| 1881       | 1148 osob     |                                             |
| 1890       | 1075 osob     | asi 7 procent obyvatelstva                  |
| 1900       | 806 osob      |                                             |
| 1910       | 634 osob      |                                             |
| 1921       | 482 osob      |                                             |
| 1930       | 430 osob      | asi 2 procenta obyvatelstva                 |

V roce 1938 uprchlo do Kolína mnoho židovských rodin ze Sudet.

## Osobnosti
Židovská obec v Kolíně zahrnovala mimo jiné následující osobnosti:
- Bernard Illovy (1812–1871), později ortodoxní rabín v USA
- Jacob Illowy (do r. 1781), rabín v Kolíně od roku 1746 do roku 1781
- Bernhard Schlesinger (1773–1836), básník, spisovatel a učitel
- Josef Popper-Lynkeus (1838–1921), sociální filozof, vynálezce a spisovatel
- Max Winder (1845–1920), básník
- Camill Hoffmann (1878–1944), spisovatel a diplomat
- Robert Saudek (1880–1935), spisovatel a grafolog
- Rudolf Saudek (1880–1965), sochař a grafik
- Otokar Fischer (1883–1938), překladatel, literární vědec a dramaturg